# Liber Eliensis
Le Liber Eliensis est une chronique anonyme en latin rédigée au XIIe siècle à l'abbaye d'Ely, dans le Cambridgeshire.
Fondé sur de nombreuses sources historiques antérieures, le Liber Eliensis retrace l'histoire de l'abbaye de sa fondation en 673 jusqu'au milieu du XIIe siècle. Il rapporte les miracles attribués à Æthelthryth, la fondatrice de l'abbaye, sa destruction par les Vikings et sa reconstruction sous le règne d'Edgar le Pacifique, son élévation au rang d'évêché en 1109 et la carrière des premiers évêques d'Ely, notamment Néel et ses démêlés avec le roi Étienne de Blois.
Le Liber Eliensis fait partie d'une série d'histoires locales produites dans divers monastères du royaume d'Angleterre dans la deuxième moitié du XIIe siècle. Il est le plus long de ces textes et constitue une source importante pour l'histoire d'Ely et de sa région, les marécages des Fens. Le récit est entrecoupé de nombreuses chartes et autres documents témoignant des donations reçues par l'abbaye et prouvant les droits régaliens auxquels prétend la communauté monastique sur ses terres.
Il subsiste deux manuscrits complets du Liber Eliensis, conservés au Trinity College de Cambridge et à la cathédrale d'Ely. D'autres manuscrits en contiennent des passages. La première édition complète du texte latin est publiée en 1962 et sa première traduction en anglais moderne en 2005.

## Contexte et auteur

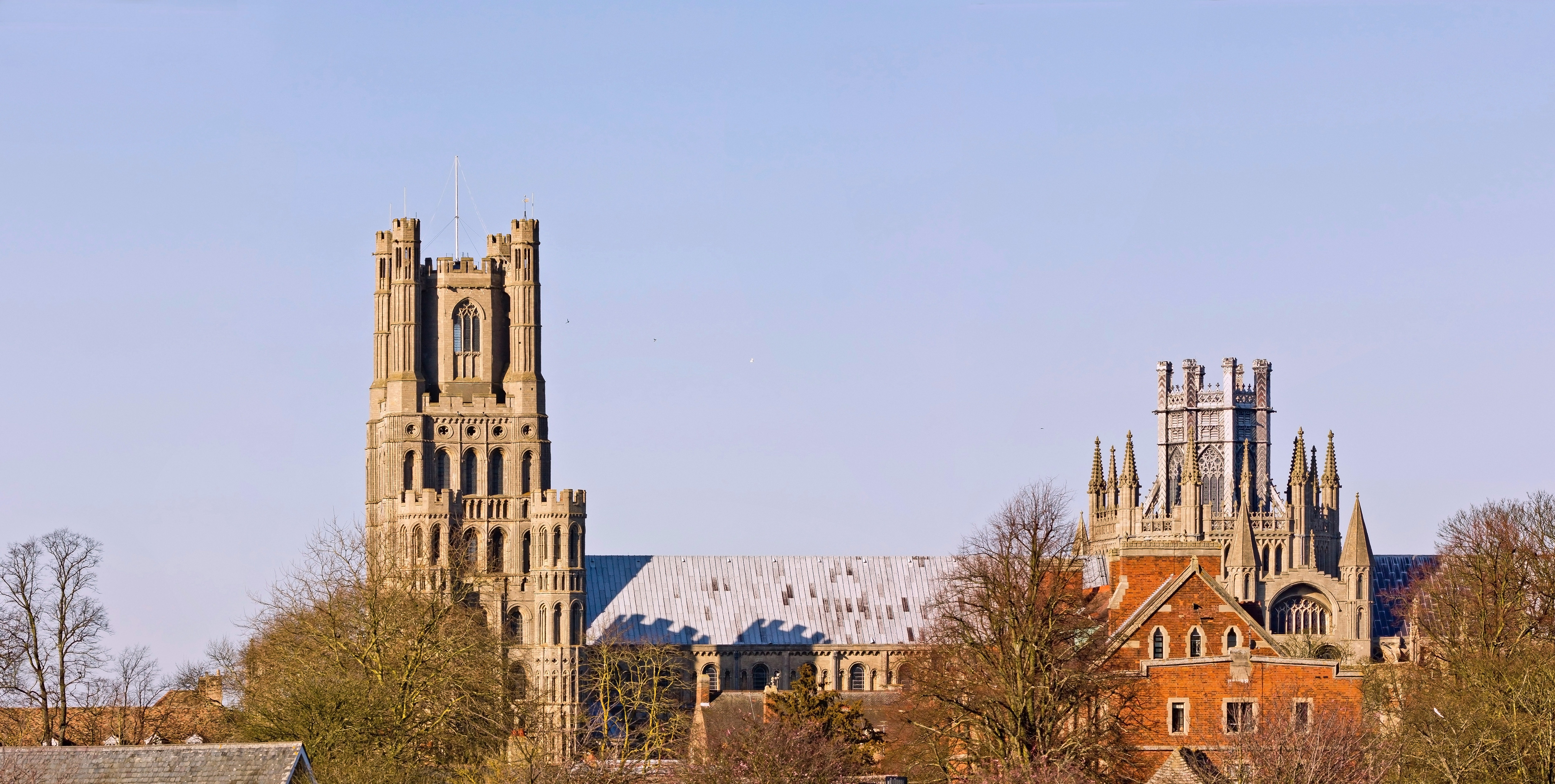
La cathédrale d'Ely, construite sur le site de l'abbaye fondée au VIIe siècle par Æthelthryth.

Le Liber Eliensis est rédigé à l'abbaye d'Ely, qui est élevée au rang de cathédrale en 1109, lorsque Hervé le Breton devient le premier évêque d'Ely. D'après l'historienne Elisabeth van Houts, il connaît deux phases de rédaction. Dans un premier temps, sous l'épiscopat d'Hervé, entre 1109 et 1133, un texte en vieil anglais préexistant est traduit en latin. Le reste du texte aurait été rédigé à l'époque du troisième évêque d'Ely, Geoffrey Ridel, entre 1174 et 1189.
Pour Ernest Blake, en revanche, le contenu du Liber se compose de trois parties distinctes. La première ne peut avoir été rédigée avant 1131, date à laquelle une de ses sources est achevée ; la deuxième, dont la préface s'excuse des retards subis par sa composition, mentionne des événements survenus en 1154 et doit donc avoir été écrite après cette date ; enfin, la troisième partie est produite entre 1169 et 1174, car elle mentionne la mort du deuxième évêque d'Ely, Néel, survenue en 1169, mais pas le nom de son successeur, Geoffrey Ridel, entré en fonctions après un interrègne de plusieurs années.
Le Liber indique explicitement que sa composition s'est faite à la demande de membres de la communauté monastique d'Ely. Néanmoins, l'identité exacte de son ou ses auteurs est inconnue. Il est traditionnellement attribué à l'un ou l'autre de deux moines d'Ely cités dans le texte, Thomas ou Richard. L'historienne Antonia Grandsen penche en faveur du second, couramment identifié au Richard qui occupe la charge de prieur à Ely de 1177 à une date inconnue entre 1189 et 1194. Blake est du même avis, mais note que les preuves manquent pour pouvoir l'affirmer de manière définitive. Janet Fairweather considère la possibilité que ni Thomas, ni Richard ne soit l'auteur Liber.

## Contenu

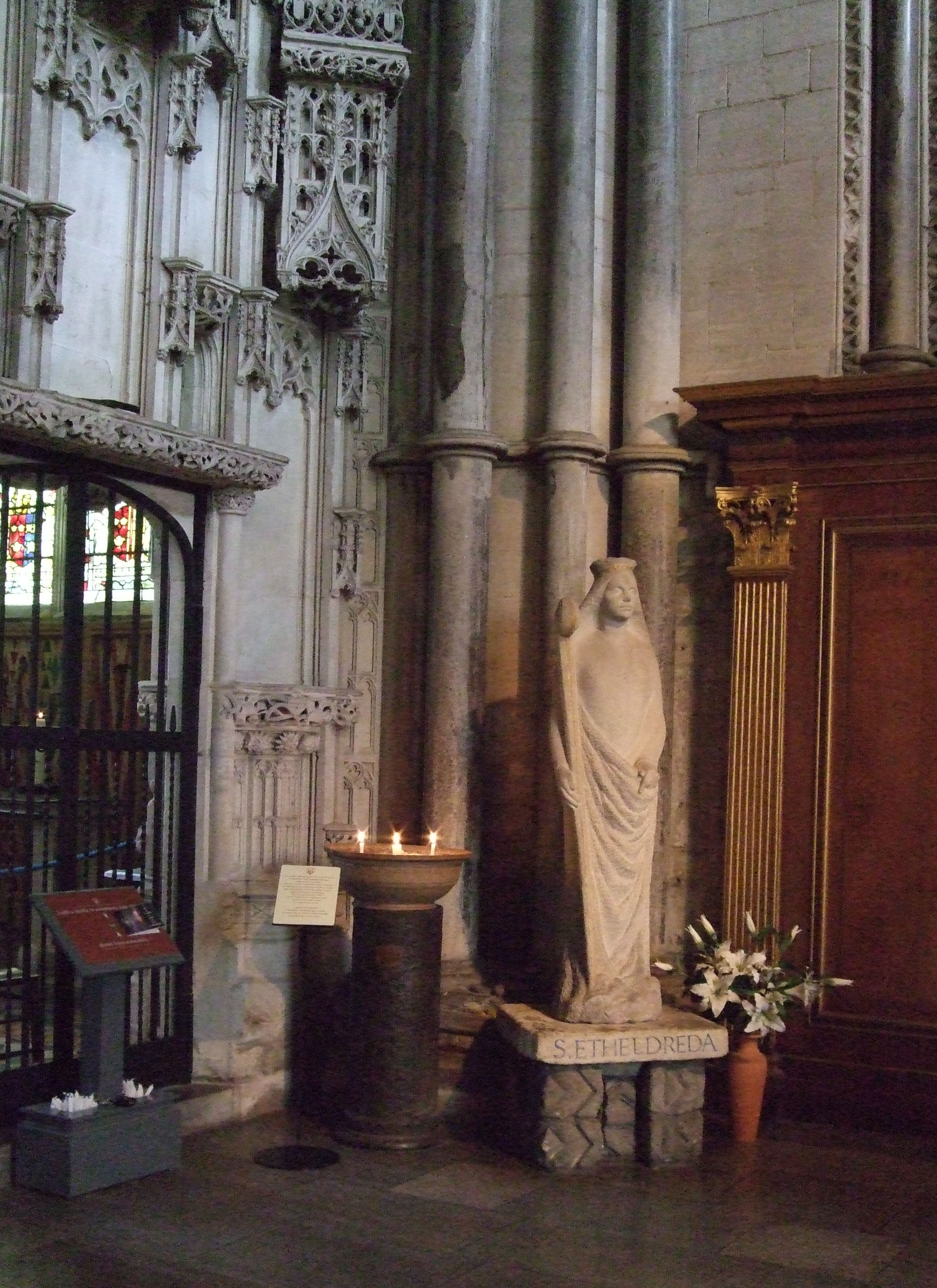
Statue moderne à l'effigie d'Æthelthryth dans la cathédrale d'Ely.

Le Liber Eliensis est divisé en trois livres. Le premier, qui s'ouvre sur un prologue et une préface, s'intéresse à la fondation de l'abbaye d'Ely et à l'histoire de sa fondatrice, la princesse Æthelthryth. Il intègre notamment une hagiographie d'Æthelthryth qui rappelle fortement les Vitæ rédigées au XIe siècle par le moine Goscelin, dont on sait par ailleurs qu'il a visité Ely. Il relate également l'histoire des différentes abbesses d'Ely jusqu'à la destruction de l'abbaye par les Vikings et s'achève sur un récit du règne du roi Edgar.
L'emphase mise sur la vie et les miracles d'Æthelthryth suggère que l'un des buts du Liber est d'encourager les pèlerinages et les donations. Les récits de miracles invitent explicitement les personnes souhaitant bénéficier de bienfaits similaires à se rendre au monastère et à lui faire un don. Le texte décrit de nombreuses offrandes reçues par l'abbaye, à l'image de la nappe d'autel offerte par la reine Emma de Normandie.
Le deuxième livre s'ouvre sur la restauration de l'abbaye sous l'autorité de l'évêque Æthelwold de Winchester. Il raconte l'histoire des abbés d'Ely jusqu'à un dénommé Richard et présente également une série de chartes et autres documents. L'intégration de ces documents reflète l'importance, aux yeux du compilateur du Liber, des terres et privilèges dont jouit l'abbaye. Il s'appuie sur trois cartulaires antérieurs pour enregistrer toutes les donations reçues par Ely, en indiquant à chaque fois le donateur et parfois des informations d'ordre biographique à son sujet. Ce relevé précis est conçu pour défendre les droits de l'abbaye en cas de conflit, tel que celui qui l'oppose aux évêques de Lincoln jusqu'à l'élévation d'Ely au rang de siège épiscopal. Même après cette date, les moines doivent lutter pour empêcher les évêques d'Ely d'accaparer les biens de l'abbaye à leur détriment. La chronique enregistre la division de ces biens entre moines et évêque qui prend place à l'époque du premier évêque, Hervé le Breton. Elle souligne que ce partage n'est guère favorable aux moines, qui conservent à peine de quoi subsister. Des documents ultérieurs, produits par les évêques, clarifient la séparation entre moines et épiscopat.
Le troisième livre décrit la transformation de l'abbaye en siège épiscopal et présente les premiers évêques d'Ely. Il se conclut sur une description du martyre de Thomas Becket, en 1170. Comme dans le deuxième livre, le récit narratif est entrecoupé de copies de chartes et autres documents. Cette section offre un récit vivant des malheurs engendrés par la guerre civile anglaise : d'après l'auteur, une famine causée par les déprédations et de mauvaises récoltes cause tellement de décès que la campagne à une quarantaine de kilomètres autour de l'abbaye est jonchée de cadavres sans sépulture. Les querelles entre l'évêque Néel d'Ely et le roi Étienne de Blois sont également décrites dans le détail et amènent l'auteur à inclure des considérations sans lien direct avec Ely, comme un récit de la bataille de Lincoln. Le texte se montre plus clément à l'égard d'Étienne que de Néel et accueille comme une excellente nouvelle l'avènement d'Henri II, à qui il accorde de nombreux éloges.
Outre le culte d'Æthelthryth et les biens de l'abbaye, le Liber Eliensis s'intéresse également beaucoup aux personnes importantes qui ont choisi d'être enterrées à Ely. Il vise ainsi à inciter d'autres individus de haut rang à s'y faire inhumer, leurs donations constituant une source de revenus supplémentaires à la communauté monastique. Il mentionne ainsi les sépultures de deux évêques d'Elmham, Æthelstan (mort en 1001) et Ælfwine (mort entre 1023 et 1029), ainsi que celle de l'archevêque d'York Wulfstan, mort en 1023.

## Sources
Le Liber Eliensis est en grande partie un texte composite qui reprend directement ou s'inspire de chroniques antérieures. Parmi ces sources, on trouve l'Histoire ecclésiastique du peuple anglais de Bède le Vénérable, le Chronicon ex chronicis de Jean de Worcester et les Gesta Guillelmi II ducis Normannorum de Guillaume de Poitiers. D'autres sources sont utilisées de manière plus ponctuelle : la Chronique anglo-saxonne, la Historia ecclesiastica d'Orderic Vital, la Vita sancti Wilfrithi d'Étienne de Ripon, la Gesta pontificum Anglorum de Guillaume de Malmesbury, une liste des rois du Wessex et un certain nombre d'hagiographies écrites par Eadmer, Félix, Abbon de Fleury, Goscelin et Osbern de Cantorbéry, entre autres. Le poème vieil-anglais La Bataille de Maldon est également utilisé par le ou les auteurs du Liber en raison du rôle important qu'y joue l'ealdorman Byrhtnoth, un important bienfaiteur de l'abbaye d'Ely.
Des textes concernant plus particulièrement Ely sont également mis à contribution, au premier rang desquels le Libellus d'Æthelwold de Winchester, dont le Liber Eliensis copie de nombreux extraits. Le Liber incorpore également une hagiographie antérieure d'Æthelthryth, fondatrice et première abbesse d'Ely. Des informations proviennent d'un texte sur les bienfaiteurs de l'abbaye et de trois cartulaires. Ces documents, écrits à l'origine en vieil anglais, sont directement traduits en latin par le ou les compilateurs du Liber. L'ouvrage indique lui-même avoir pour source l'œuvre d'un moine nommé Richard traitant de Hereward ; les chercheurs modernes s'accordent à y reconnaître la Gesta Herwardi que l'on connaît grâce à un manuscrit du XIIIe siècle, sans pouvoir déterminer si le rédacteur du Liber a eu accès à cette version de la Gesta ou à une autre, plus ancienne. 
La tradition orale constitue une source potentielle du Liber. Dans ses passages les plus narratifs, il rapporte des anecdotes qui rappellent les sagas nordiques, comme celle qui voit le roi Knut le Grand rendre visite aux moines d'Ely et leur chanter une chanson en vieil anglais. Les informations concernant Byrhtnoth et Hereward pourraient avoir été transmises oralement avant d'être couchées sur le papier.

## Influence

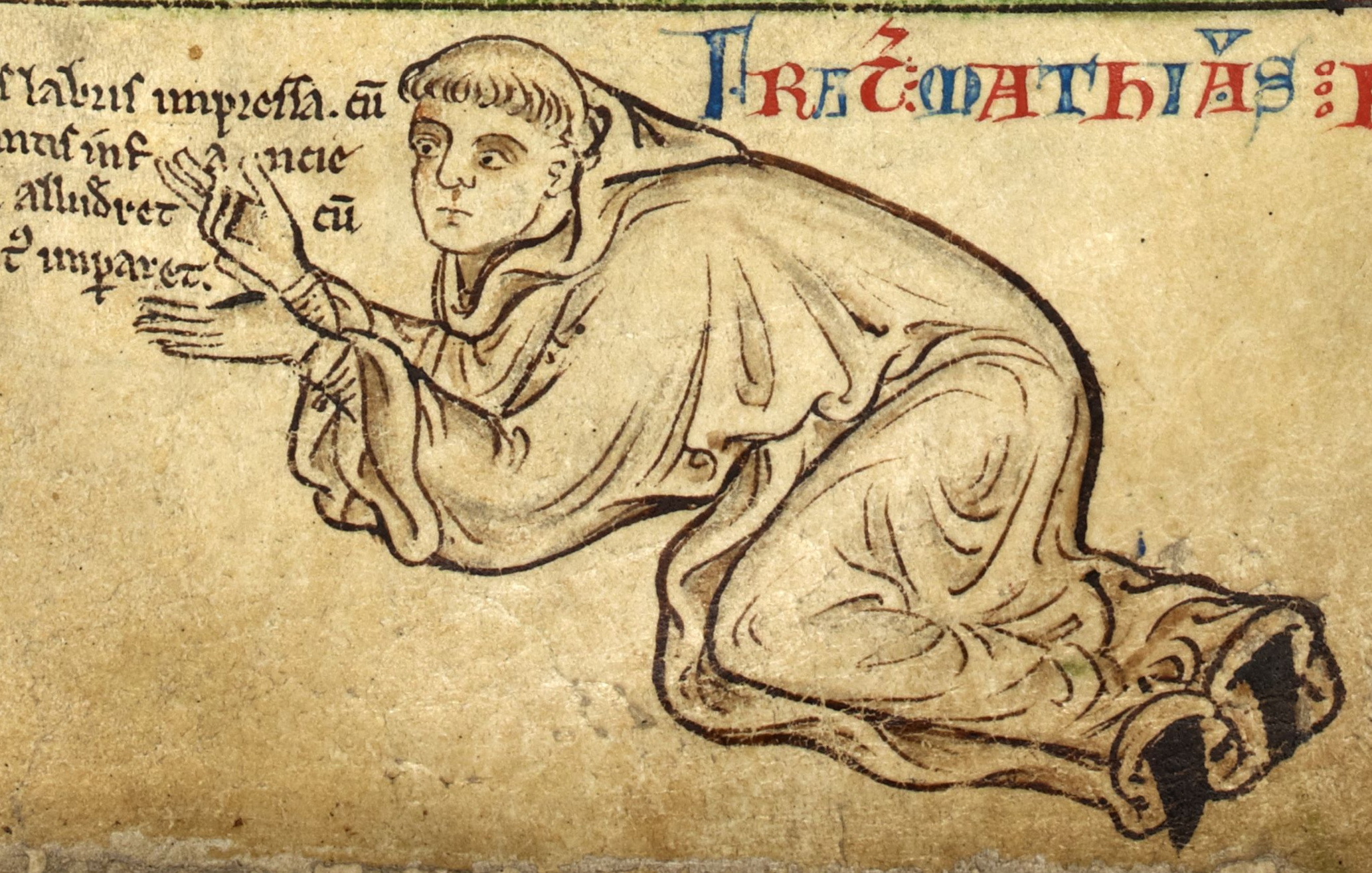
Autoportrait de Matthieu Paris dans sa Historia Anglorum (MS Royal 14.C.VII, folio 6r).

Le Liber constitue le plus long exemple d'histoire locale produite en Angleterre au XIIe siècle. Le chroniqueur anglais du XIIIe siècle Matthieu Paris a accès à une version du texte et l'utilise, de même que le Chronicon abbatiæ Rameseiensis de l'abbaye de Ramsey, comme source pour ses propres travaux historiographiques. Il est également connu de son contemporain Roger de Wendover.
Certaines informations contenues dans le Liber sont d'un intérêt tout particulier pour les historiens modernes. C'est par exemple la plus ancienne source à créditer l'évêque Æthelwold de Winchester de la traduction en vieil anglais de la règle de saint Benoît. Il présente également une allusion au poste de chancelier sous le règne d'Edgar qui pourrait constituer la plus ancienne référence à une chancellerie royale prédatant la conquête normande de l'Angleterre, mais ce passage du texte est ambigu et son interprétation reste disputée, tout comme l'existence même d'une chancellerie royale à l'époque anglo-saxonne.
Pour l'historienne Dorothy Whitelock , le Liber est « unique parmi les histoires monacales qui suivent la Conquête ». Antonia Grandsen le décrit comme « utile pour ce qui touche à l'histoire générale », mais remarque que l'ensemble « manque d'unité et souffre d'erreurs et de répétitions gênantes ». Composé pour appuyer les prétentions d'Ely à exercer l'ensemble des prérogatives royales au sein de son hundred,, le Liber compile toutes sortes de documents susceptibles de permettre à l'abbaye d'échapper au contrôle des évêques jusqu'à son élévation au rang de siège épiscopal. Ces documents pourraient avoir été falsifiés pour mieux servir cette cause, voire forgés de toutes pièces, ce qui nécessite de considérer avec prudence les affirmations du Liber. Ce texte constitue néanmoins une source inestimable pour la période qu'il couvre, aussi bien pour l'histoire générale que pour celle d'Ely en particulier.

## Manuscrits
Il subsiste deux copies intégrales du Liber Eliensis. La première, couramment appelée « manuscrit E » par les chercheurs modernes, figure dans un manuscrit conservé au Trinity College de l'université de Cambridge sous la cote O.2.1, tandis que l'autre (le « manuscrit F ») est conservée au chapitre de la cathédrale d'Ely.
Le manuscrit E date de la fin du XIIe siècle et porte la marque de trois copistes différents. La copie du Liber Eliensis, rédigée sur une colonne, y est précédée par un calendrier de saints et une liste des évêques et abbés d'Ely. Elle est suivie de l'Inquisitio Eliensis (en), un recensement effectué dans le contexte de la compilation du Domesday Book, et de plusieurs hagiographies de saintes. Cet ouvrage est offert au Trinity College par l'antiquaire Roger Gale (en) en 1738.
Le manuscrit F, qui date du début du XIIIe siècle, a été rédigé par quatre copistes. Le texte du Liber Eliensis y apparaît sur deux colonnes. Il est précédé d'une page de notes sur des sujets divers et suivi d'un diplôme produit vers 1200 et d'une note du XVe siècle. Ce document n'a jamais quitté Ely et constitue le dernier représentant de la bibliothèque médiévale de la cathédrale.
Trois manuscrits de la bibliothèque Cotton conservés à la British Library contiennent des extraits du Liber Eliensis :
- le manuscrit Cotton Titus A.i (« G »), qui date de la fin du XIIe ou du début du XIIIe siècle, inclut une partie du Livre II ;
- le manuscrit Cotton Domitian A.xv (« B »), qui date de la fin du XIIIe ou du début du XIVe siècle, inclut le Livre I et les mêmes parties du Livre II que G ;
- le manuscrit Cotton Vespasian A.xix (« A »), réalisé entre 1257 et 1286, inclut une partie du Livre III[37],[38].

Il est impossible d'établir de manière certaine les liens qui relient ces différents manuscrits. Dans son édition, Blake suppose que le Livre I était à l'origine une œuvre propre, qui aurait été reprise dans le manuscrit B. Un Livre II distinct, comprenant des passages du Livre III, aurait été rédigé dans un second temps et associé au Livre I, soit dans le manuscrit E, soit dans une source du manuscrit E perdue depuis. Le Livre II aurait enfin été révisé et combiné avec des passages de G, du Livre I et de E pour donner naissance au manuscrit F.
D'autres manuscrits encore se basent sur le Liber, mais seulement pour en extraire certains éléments : c'est le cas par exemple du manuscrit O de la bibliothèque Bodléienne d'Oxford.